# Givors
Givors là một xã thuộc tỉnh Rhône trong vùng Rhône-Alpes phía đông nước Pháp. Xã này nằm ở khu vực có độ cao trung bình 162 mét trên mực nước biển.
Thị trấn nằm bên sông Rhône khoảng 25 km (16 mi) về phía nam Lyon và bên tuyến đường bộ giữa thành phố Lyon và Saint-Étienne.

## Cư dân nổi tiếng
- Étienne Blanc – nhà chính trị
- Djamel Bouras - judoka
- Sylvain Marconnet - cầu thủ bóng bầu dục
- Karim Kerkar - cầu thủ bóng đá
- Salim Kerkar - cầu thủ bóng đá
- Khaled Lemmouchia - cầu thủ bóng đá
- Pascal Papé - cầu thủ bóng bầu dục

## Kết nghĩa
- Aïn Bénian, Algeria
- Döbeln, Đức
- Novopolotsk, Belarus
- Alacuás, Tây Ban Nha
- Orvieto, Italia
- Gavinané, Mali
- Vila Nova de Famalicão, Bồ Đào Nha